# Edenbridge (Kent)
Edenbridge è un paese di 7 808 abitanti della contea del Kent, in Inghilterra.